# Driestreepsalamander
De driestreepsalamander (Eurycea guttolineata) is een amfibie uit de familie longloze salamanders (Plethodontidae). De soort werd voor het eerst wetenschappelijk beschreven door John Edwards Holbrook in 1838. Oorspronkelijk werd de wetenschappelijke naam Salamandra gutto-lineata gebruikt.

## Uiterlijke kenmerken
De huid is geel, oranje of bruin, met donkerbruine of zwarte strepen midden op de rug en over de flanken. De kop valt op door de uitpuilende ogen, het lichaam is slank en de flanken tellen 13 of 14 costale groeven De staart is relatief lang en is zijwaarts afgeplat. De totale lichaamslengte inclusief staart bedraagt ongeveer 10 tot 18 centimeter.

## Leefwijze
Het voedsel van deze nachtactieve dieren bestaat hoofdzakelijk uit spinnen, vliegen, kevers en mieren. Hun leven speelt zich af onder liggend hout of stenen, op vochtige plaatsen bij bronnen en beken. De winter en droge perioden verbrengen ze ondergronds.

## Voortplanting
De mannetjes krijgen in de voortplantingstijd twee vlezige uitwassen op de bovenlip, twee uitstaande tanden en een gezwollen cloaca. De eieren worden afgezet in vochtige holtes.

## Verspreiding en habitat
Deze soort komt voor in delen van Noord-Amerika en leeft endemisch in het oosten van de Verenigde Staten. De habitat bestaat onder andere uit vochtige graslanden.